# Martín Cardetti
Martín Alejandro Cardetti   conocido como el "Chapulin Cardetti " (Alcira Gigena, Córdoba; Argentina, 22 de octubre de 1975) es un exfutbolista, entrenador y dirigente deportivo argentino. Jugaba como delantero. Actualmente, dirige al Real Cartagena de la Categoría Primera B. 
Cardetti fue uno de los principales inversores del Boston River de Uruguay junto con el colombiano nacionalizado argentino Navarro Montoya y el argentino Walter Silvani ente 2009 y 2014.

## Jugador
Tuvo una carrera destacada, participando en algunos clubes de su país, España, Francia, Colombia, Uruguay y México. Cardetti jugó para Club Lautaro Roncedo de Alcira Gigena (en ligas menores), Rosario Central, River Plate, Racing Club, Gimnasia (LP) y Colón de Argentina; Deportivo Cali de Colombia; UD Salamanca y Valladolid de España; París Saint-Germain de Francia y  Universidad Nacional de México; culminando su carrera en el Boston River de Uruguay, club del cual es uno de los principales inversionistas.
Cardetti debutó el 12 de diciembre de 1995 frente a Atlético Mineiro de Brasil.en la histórica final donde Rosario Central remonta un resultado adverso de 0 - 4. Y sale campeón por penales. 
En 1997 se incorporó a River Plate, donde jugó un papel importante en el equipo que ganó el título del Apertura y la Supercopa Sudamericana en 1997.
En 1998 Cardetti se trasladó a España junto con Ricardo Lunari y por petición del entrenador Miguel Ángel Russo para jugar con la U.D. Salamanca, aunque su rendimiento no fue bueno y decidió regresar a River Plate en 1999. Él ganó otros tres títulos con los riverplatenses antes de probar suerte en el fútbol europeo por segunda vez.
Gracias a sus logros en Argentina, el París Saint-Germain F.C firmó a Cardetti en 2002, pero su éxito en Francia sólo duró una temporada. Él se fue al Real Valladolid de España en 2003 y de nuevo a Argentina para unirse a Racing Club en 2005. Más tarde, en 2005 Cardetti jugó para Pumas de la UNAM de México pero regresó a la Argentina una vez más para jugar con Gimnasia y Esgrima de La Plata.
Durante la ventana de transferencias de enero de 2007 Cardetti unió a Deportivo Cali. Después de un comienzo lento en la temporada, Martin marcó todo su potencial como jugador clave, convirtiéndose en el jugador más valioso durante el último partido de semifinal, en la que Deportivo Cali derrotó al Boyacá Chicó.
Después de sólo unos meses con el Millonarios, Cardetti regresó a Argentina para jugar en Colón durante dos años, entre 2007 y 2009. En el ocaso de su carrera, jugó con dos clubes pequeños: Quilmes entre 2009-2010 y el Boston River de Uruguay entre 2010 y 2011, donde se retiró a la edad de 36 años.

## Entrenador
En 2011, Cardetti empezó su carrera de entrenador en dupla técnica con su compatriota Marcelo Revuelta, dirigiendo al Boston River de Uruguay, club del cual es uno de los principales inversionistas, en conjunto con Carlos Navarro Montoya y Walter Silvani.
En diciembre de 2014, asumió por segunda vez la dirección de un equipo en el extranjero, el C.S. Uruguay de Coronado de la Primera División de Costa Rica.
Tuvo un paso por La Primera División de Ecuador salvando al Mushuc Runa del descenso. Asimismo consiguió el ascenso de San Carlos; un equipo de la Segunda División de Costa Rica. Llevó a instancias finales de la primera división al mismo, sin embargo dejó la institución por conflictos con las directivas. 
El 4 de enero de 2021, Martín Cardetti asume como director técnico del Bogotá Fútbol Club de la segunda división de Colombia junto con su asistente Diego 'pollo' Stefanetti. Logra la mejor Campaña en la historia del Club y nuevamente sale por diferencias con el presidente.

## Clubes

### Como jugador
| Club                  | País      | Año       |
| --------------------- | --------- | --------- |
| Rosario Central       | Argentina | 1995-1997 |
| River Plate           | Argentina | 1997-1998 |
| UD Salamanca          | España    | 1998-1999 |
| River Plate           | Argentina | 1999-2002 |
| París Saint-Germain   | Francia   | 2002-2003 |
| Real Valladolid       | España    | 2003-2004 |
| Racing Club           | Argentina | 2004-2005 |
| Pumas de la UNAM      | México    | 2005      |
| Gimnasia y Esgrima LP | Argentina | 2006      |
| Deportivo Cali        | Colombia  | 2007      |
| Colón de Santa Fe     | Argentina | 2007-2009 |
| Boston River          | Uruguay   | 2010-2011 |

### Otros cargos
| Club         | País    | Año       | Rol                          |
| ------------ | ------- | --------- | ---------------------------- |
| Boston River | Uruguay | 2009-2014 | Inversor y asistente técnico |

### Como entrenador
| Club                | País       | Año         |
| ------------------- | ---------- | ----------- |
| Boston River (e)    | Uruguay    | 2010 - 2014 |
| Uruguay de Coronado | Costa Rica | 2015 - 2016 |
| San Carlos          | Costa Rica | 2018 - 2019 |
| Mushuc Runa         | Ecuador    | 2019        |
| Bogotá FC           | Colombia   | 2021        |
| Santa Fe            | Colombia   | 2021 - 2022 |
| Real Cartagena      | Colombia   | 2022-2023   |
| Club Llaneros       | Colombia   | 2023-2024   |
| Comerciantes Unidos | Perú       | 2025        |
| Real Cartagena      | Colombia   | 2025        |

## Estadísticas como jugador
| Rosario Central Argentina | 1.ª                 |                     |     |     |   |   |    |    |     |     |      |
| Rosario Central Argentina | 1.ª                 | 1995-96             | 22  | 5   | — | — | 10 | 3  | 32  | 8   | 0,25 |
| Rosario Central Argentina | 1.ª                 | 1996-97             | 29  | 13  | — | — | 5  | 4  | 34  | 17  | 0,50 |
| Rosario Central Argentina | 1.ª                 | 1997                | 1   | 0   | — | — | —  | —  | 1   | 0   | 0,00 |
| Rosario Central Argentina | Total club          | Total club          | 52  | 18  | 0 | 0 | 15 | 7  | 67  | 25  | 0,37 |
| River Plate Argentina | 1.ª                 | 1997-98             | 23  | 10  | — | — | 8  | 3  | 32  | 13  | 0,41 |
| UD Salamanca · España | 1.ª                 | 1998-99             | 25  | 5   | 1 | 0 | —  | —  | 26  | 5   | 0,19 |
| River Plate Argentina | 1.ª                 | 1999-00             | 23  | 5   | — | — | 10 | 5  | 33  | 10  | 0,30 |
| River Plate Argentina | 1.ª                 | 2000-01             | 32  | 17  | — | — | 16 | 8  | 48  | 25  | 0,52 |
| River Plate Argentina | 1.ª                 | 2001                | 19  | 17  | — | — | 5  | 3  | 24  | 20  | 0,83 |
| River Plate Argentina | Total club          | Total club          | 97  | 49  | 0 | 0 | 38 | 19 | 135 | 68  | 0,50 |
| París Saint-Germain Francia | 1.ª                 | 2002-03             | 21  | 7   | 1 | 0 | 4  | 1  | 26  | 8   | 0,31 |
| Real Valladolid · España | 1.ª                 | 2003-04             | 10  | 0   | 2 | 0 | —  | —  | 12  | 0   | 0,00 |
| Racing Club Argentina | 1.ª                 | 2004-05             | 30  | 4   | — | — | —  | —  | 30  | 4   | 0,13 |
| Pumas de la UNAM · México | 1.ª                 | 2005                | 16  | 4   | — | — | 2  | 1  | 18  | 5   | 0,28 |
| Gimnasia y Esgrima LP Argentina | 1.ª                 | 2006                | 9   | 2   | — | — | —  | —  | 9   | 2   | 0,22 |
| Gimnasia y Esgrima LP Argentina | 1.ª                 | 2006                | 5   | 2   | — | — | 1  | 0  | 6   | 2   | 0,33 |
| Gimnasia y Esgrima LP Argentina | Total club          | Total club          | 14  | 4   | 0 | 0 | 1  | 0  | 15  | 4   | 0,27 |
| Deportivo Cali · Colombia | 1.ª                 | 2007                | 20  | 9   | — | — | —  | —  | 20  | 9   | 0,45 |
| Colón de Santa Fe Argentina | 1.ª                 | 2007-08             | 24  | 4   | — | — | —  | —  | 24  | 4   | 0,17 |
| Colón de Santa Fe Argentina | 1.ª                 | 2008                | 4   | 0   | — | — | —  | —  | 4   | 0   | 0,00 |
| Colón de Santa Fe Argentina | Total club          | Total club          | 28  | 4   | 0 | 0 | 0  | 0  | 28  | 4   | 0,14 |
| Boston River · Uruguay | 2.ª                 | 2010-11             | 10  | 1   | — | — | —  | —  | 10  | 1   | 0,10 |
| Total en su carrera | Total en su carrera | Total en su carrera | 325 | 105 | 4 | 0 | 61 | 28 | 490 | 133 | 0,28 |
| (1) Las copas nacionales se refiere a la Copa del Rey (1998-04) y a la Copa de la Liga de Francia (2002-03). (2) Las copas internacionales se refiere a la Copa Conmebol (1995-97); Supercopa Sudamericana (1997); Copa Libertadores (1998-02); Copa Mercosur (1999-01); Copa de UEFA (2002-03) y a la Copa Sudamericana (2005-06). (3) Media de goles por encuentro. No incluye goles en partidos amistosos. |                     |                     |     |     |   |   |    |    |     |     |      |

## Estadísticas como entrenador
| Equipo                           | Div.                | Temporada           | Liga | Liga | Liga | Liga | Liga |    | Copa | Copa | Copa | Copa |   | Internacional | Internacional | Internacional | Internacional | Internacional |   | Otros | Otros | Otros | Otros |    | Totales     | Totales | Totales | Totales | Totales | Totales | Totales | Totales | Totales |
| Equipo                           | Div.                | Temporada           | PD   | G    | E    | P    | Pos. | PD | G    | E    | P    | PD   | G | E             | P             | Pos.          | PD            | G             | E | P     | PD    | G     | E     | P  | Rendimiento |         |         |         |         |         |         |         |         |
| -------------------------------- | ------------------- | ------------------- | ---- | ---- | ---- | ---- | ---- | -- | ---- | ---- | ---- | ---- | - | ------------- | ------------- | ------------- | ------------- | ------------- | - | ----- | ----- | ----- | ----- | -- | ----------- | ------- | ------- | ------- | ------- | ------- | ------- | ------- | ------- |
| Uruguay de Coronado · Costa Rica | 1.ª                 | 2015-V              | 22   | 7    | 8    | 7    | 6.º  | -  | -    | -    | -    | -    | - | -             | -             | -             | -             | -             | - | -     | 22    | 7     | 8     | 7  | 43.94%      |         |         |         |         |         |         |         |         |
| Uruguay de Coronado · Costa Rica | 1.ª                 | 2015-I              | 22   | 6    | 6    | 10   | 8.º  | 2  | 1    | 0    | 1    | -    | - | -             | -             | -             | -             | -             | - | -     | 24    | 7     | 6     | 11 | 37.5%       |         |         |         |         |         |         |         |         |
| Uruguay de Coronado · Costa Rica | 1.ª                 | 2016-V              | 4    | 1    | 1    | 2    | Inc. | -  | -    | -    | -    | -    | - | -             | -             | -             | -             | -             | - | -     | 4     | 1     | 1     | 2  | 33.33%      |         |         |         |         |         |         |         |         |
| Uruguay de Coronado · Costa Rica | Total               | Total               | 48   | 14   | 15   | 19   | -    | 2  | 1    | 0    | 1    | -    | - | -             | -             | -             | -             | -             | - | -     | 50    | 15    | 15    | 20 | 40%         |         |         |         |         |         |         |         |         |
| San Carlos · Costa Rica          | 2.ª                 | 2018-C              | 20   | 14   | 4    | 2    | 1.º  | -  | -    | -    | -    | -    | - | -             | -             | -             | 2             | 0             | 2 | 0     | 22    | 14    | 6     | 2  | 73.64%      |         |         |         |         |         |         |         |         |
| San Carlos · Costa Rica          | 1.ª                 | 2018-A              | 24   | 11   | 6    | 7    | 1/2  | -  | -    | -    | -    | -    | - | -             | -             | -             | -             | -             | - | -     | 24    | 11    | 6     | 7  | 54.16%      |         |         |         |         |         |         |         |         |
| San Carlos · Costa Rica          | Total               | Total               | 44   | 25   | 10   | 9    | -    | -  | -    | -    | -    | -    | - | -             | -             | -             | 2             | 0             | 2 | 0     | 46    | 25    | 12    | 9  | 63.05%      |         |         |         |         |         |         |         |         |
| Mushuc Runa · Ecuador            | 1.ª                 | 2019                | 15   | 5    | 2    | 8    | 13.º | 2  | 1    | 0    | 1    | -    | - | -             | -             | -             | -             | -             | - | -     | 17    | 6     | 2     | 9  | 39.21%      |         |         |         |         |         |         |         |         |
| Mushuc Runa · Ecuador            | Total               | Total               | 15   | 5    | 2    | 8    | -    | 2  | 1    | 0    | 1    | -    | - | -             | -             | -             | -             | -             | - | -     | 17    | 6     | 2     | 9  | 39.21%      |         |         |         |         |         |         |         |         |
| Bogotá F. C. · Colombia          | 2.ª                 | 2021-I              | 15   | 4    | 3    | 8    | 14.º | 2  | 1    | 0    | 1    | -    | - | -             | -             | -             | -             | -             | - | -     | 17    | 5     | 3     | 9  | 35.29%      |         |         |         |         |         |         |         |         |
| Bogotá F. C. · Colombia          | 2.ª                 | 2021-II             | 15   | 8    | 4    | 3    | Inc. | -  | -    | -    | -    | -    | - | -             | -             | -             | -             | -             | - | -     | 15    | 8     | 4     | 3  | 62.22%      |         |         |         |         |         |         |         |         |
| Bogotá F. C. · Colombia          | Total               | Total               | 30   | 12   | 7    | 11   | -    | 2  | 1    | 0    | 1    | -    | - | -             | -             | -             | -             | -             | - | -     | 32    | 13    | 7     | 12 | 47.92%      |         |         |         |         |         |         |         |         |
| Santa Fe · Colombia              | 1.ª                 | 2022-A              | 17   | 6    | 4    | 7    | Inc. | 3  | 2    | 0    | 1    | -    | - | -             | -             | -             | -             | -             | - | -     | 20    | 8     | 4     | 8  | 46.67%      |         |         |         |         |         |         |         |         |
| Santa Fe · Colombia              | Total               | Total               | 17   | 6    | 4    | 7    | -    | 3  | 2    | 0    | 1    | -    | - | -             | -             | -             | -             | -             | - | -     | 20    | 8     | 4     | 8  | 46.67%      |         |         |         |         |         |         |         |         |
| Real Cartagena · Colombia        | 2.ª                 | 2022-F              | 3    | 1    | 1    | 1    | 14.º | -  | -    | -    | -    | -    | - | -             | -             | -             | -             | -             | - | -     | 3     | 1     | 1     | 1  | 44.44%      |         |         |         |         |         |         |         |         |
| Real Cartagena · Colombia        | 2.ª                 | 2023-A              | 22   | 8    | 7    | 7    | 1/2  | 6  | 2    | 3    | 1    | -    | - | -             | -             | -             | -             | -             | - | -     | 28    | 10    | 10    | 8  | 47.61%      |         |         |         |         |         |         |         |         |
| Real Cartagena · Colombia        | 2.ª                 | 2023-F              | 20   | 8    | 6    | 6    | Inc. | -  | -    | -    | -    | -    | - | -             | -             | -             | -             | -             | - | -     | 20    | 8     | 6     | 6  | 50%         |         |         |         |         |         |         |         |         |
| Club Llaneros · Colombia         | 2.ª                 | 2024-A              | 24   | 11   | 9    | 4    | 1.º  | 2  | 0    | 2    | 0    | -    | - | -             | -             | -             | -             | -             | - | -     | 26    | 11    | 11    | 4  | 56.41%      |         |         |         |         |         |         |         |         |
| Club Llaneros · Colombia         | 2.ª                 | 2024-F              | 8    | 5    | 2    | 1    | Inc. | -  | -    | -    | -    | -    | - | -             | -             | -             | -             | -             | - | -     | 8     | 5     | 2     | 1  | 70.83%      |         |         |         |         |         |         |         |         |
| Club Llaneros · Colombia         | Total               | Total               | 32   | 16   | 11   | 5    | -    | 2  | 0    | 2    | 0    | -    | - | -             | -             | -             | -             | -             | - | -     | 34    | 16    | 13    | 5  | 59.81%      |         |         |         |         |         |         |         |         |
| Comerciantes Unidos · Perú       | 1.ª                 | 2025-A              | 7    | 1    | 3    | 3    | Inc. | -  | -    | -    | -    | -    | - | -             | -             | -             | -             | -             | - | -     | 7     | 1     | 3     | 3  | 28.58%      |         |         |         |         |         |         |         |         |
| Comerciantes Unidos · Perú       | Total               | Total               | 7    | 1    | 3    | 3    | -    | -  | -    | -    | -    | -    | - | -             | -             | -             | -             | -             | - | -     | 7     | 1     | 3     | 3  | 28.58%      |         |         |         |         |         |         |         |         |
| Real Cartagena · Colombia        | 2.ª                 | 2025-A              | 11   | 5    | 4    | 2    | 1/2  | -  | -    | -    | -    | -    | - | -             | -             | -             | -             | -             | - | -     | 11    | 5     | 4     | 2  | 57.57%      |         |         |         |         |         |         |         |         |
| Real Cartagena · Colombia        | 2.ª                 | 2025-F              | 5    | 1    | 3    | 1    | Inc. | 1  | 0    | 0    | 1    | -    | - | -             | -             | -             | -             | -             | - | -     | 6     | 1     | 3     | 2  | 33.34%      |         |         |         |         |         |         |         |         |
| Real Cartagena · Colombia        | Total               | Total               | 61   | 23   | 21   | 17   | -    | 7  | 2    | 3    | 2    | -    | - | -             | -             | -             | -             | -             | - | -     | 68    | 25    | 24    | 19 | 48.52%      |         |         |         |         |         |         |         |         |
| Total en su carrera              | Total en su carrera | Total en su carrera | 254  | 102  | 73   | 79   | -    | 18 | 7    | 5    | 6    | -    | - | -             | -             | -             | 2             | 0             | 2 | 0     | 274   | 109   | 80    | 85 | 49.51%      |         |         |         |         |         |         |         |         |
| 1. 2. 3. 4.                      |                     |                     |      |      |      |      |      |    |      |      |      |      |   |               |               |               |               |               |   |       |       |       |       |    |             |         |         |         |         |         |         |         |         |

## Palmarés

### Como jugador

#### Campeonatos nacionales
| Título           | Club        | Ciudad       | Año    |
| ---------------- | ----------- | ------------ | ------ |
| Primera División | River Plate | Buenos Aires | A-1997 |
| Primera División | River Plate | Buenos Aires | A-1999 |
| Primera División | River Plate | Buenos Aires | A-2000 |

#### Copas internacionales
| Título                 | Club            | Ciudad       | Año  |
| ---------------------- | --------------- | ------------ | ---- |
| Copa Conmebol          | Rosario Central | Rosario      | 1995 |
| Supercopa Sudamericana | River Plate     | Buenos Aires | 1997 |

### Otros logros
- Subcampeón de la Copa Sudamericana 2005 con Pumas de la UNAM

### Campeonatos nacionales
| Título           | Equipo     | País       | Año    |
| ---------------- | ---------- | ---------- | ------ |
| Segunda División | San Carlos | Costa Rica | 2018   |
| Primera B        | Llaneros   | Colombia   | 2024-I |

### Distinciones individuales
| Distinción                                        | Año    |
| ------------------------------------------------- | ------ |
| Máximo goleador de la Primera División (17 goles) | A-2001 |